# Virginia Norwood
Virginia Tower Norwood (Nueva York, 8 de enero de 1927-26 de marzo de 2023) fue una física, militar e ingeniera estadounidense.
Conocida por hacer parte integral de la primera misión del Proyecto Landsat de la Nasa que ha permitido a lo largo de los años poner en órbita varios sensores remotos para la observación de la superficie terrestre con aplicaciones a la cartografía, la agricultura, la geología, la hidrología entre otras muchas áreas de interés ambiental.

## Formación
Es hija de un oficial del ejército de los Estados Unidos quien la motivo a estudiar física o matemáticas desde muy temprana edad. Después de un excelente desempeño en el colegio ingreso en 1944 y se graduó como física en 1947 de MIT a los veinte años en una época donde muchas de las universidades técnicas aún no recibían mujeres como estudiantes y aún más escasas eran las oportunidades laborales para mujeres técnicas.
Poco tiempo después junto con su esposo fueron contratados por el cuerpo de laboratorios de señales del ejército de los Estados Unidos donde trabajó en radares meteorológicos donde diseño un reflector de radar para globos meteorológicos. Durante su carrera obtuvo tres patentes, la primera de las cuales la obtuvo a los veintidós años por su invención del reflector para radar.

## Participación en el Proyecto Landsat 1
Durante los inicios de la era espacial en los años 60 del siglo XX Virginia trabajaba en la División de Espacio y Comunicaciones de Hughes Aircraft Company donde fue la primera mujer en hacer parte del equipo técnico de la empresa. Su trabajo la llevó a interactuar con profesionales de muchas áreas del conocimiento y en especial con agrónomos con los cuales midió en campo la reflectancia en varios cultivos usando un espectrómetros con el objeto de evaluar la salud de las plantas, para posteriormente combinarlas con las imágenes multiespectrales registradas desde aviones y en las cuales además de los porciones del espectro visible se registraba información de infrarrojo.
La información recolectada durante este período le permitió posteriormente establecer que bandas debían ser registradas por un instrumento aeroespacial y con que frecuencia debía ser retomada esta información en los mismos sitios. Datos que posteriormente fueron implementados en los instrumentos de escaneo como el MSS (Multispectral Scanner System) de la misión Landsat 1(1972) y Landsat 4(1984) de la NASA en contraposición a los mecanismos de captura de imágenes utilizados hasta entonces y similares a las cámaras de fotografía tradicional.
El diseño original de Norwood para el Landsat 1 consistía de siete bandas del espectro, pero lamentablemente por restricciones del proyecto fue reducido a solo 4 (verde, rojo, y dos infrarrojos) y solo una década después en el Landsat 4 fueron incluidas las especificaciones originales. Además de estos elementos Norwood junto a Jack Lansing y el equipo en Hughes al que pertenecía establecieron que el mecanismo de transmisión de la información a tierra sería digital, lo cual para la época era una novedad.